# Buenavista, Oxchuc
Buenavista är en ort i Mexiko.   Den ligger i kommunen Oxchuc och delstaten Chiapas, i den sydöstra delen av landet, 800 km öster om huvudstaden Mexico City. Buenavista ligger 2 130 meter över havet och antalet invånare är 176.
Terrängen runt Buenavista är kuperad. Runt Buenavista är det ganska tätbefolkat, med 67 invånare per kvadratkilometer. Närmaste större samhälle är Oxchuc, 2,7 km norr om Buenavista. I omgivningarna runt Buenavista växer i huvudsak städsegrön lövskog.